# Metropolia del Belgio

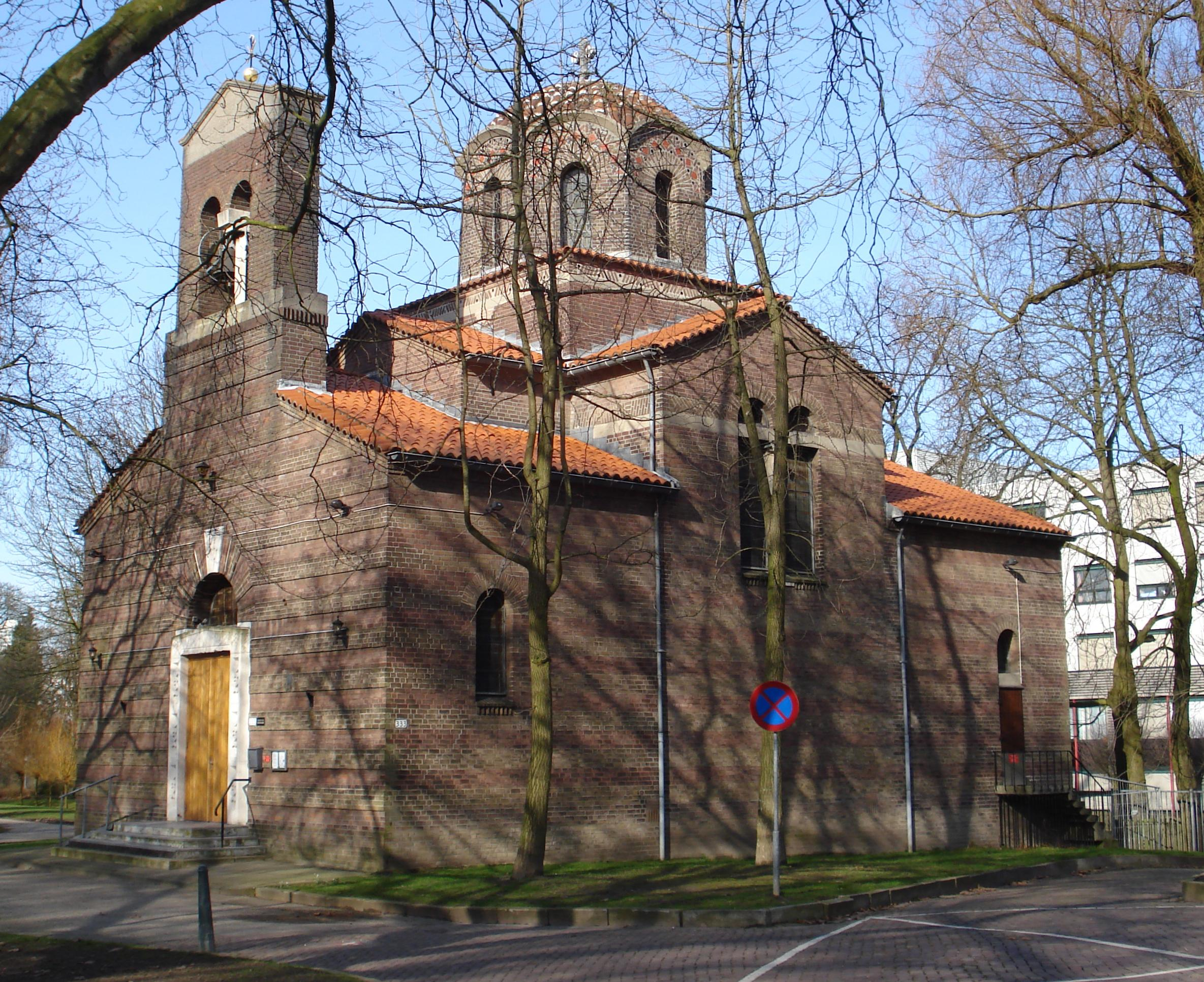
La chiesa di San Nicola di Rotterdam, Καθεδρικὸς Ναὸς (chiesa cattedratica) della metropolia.

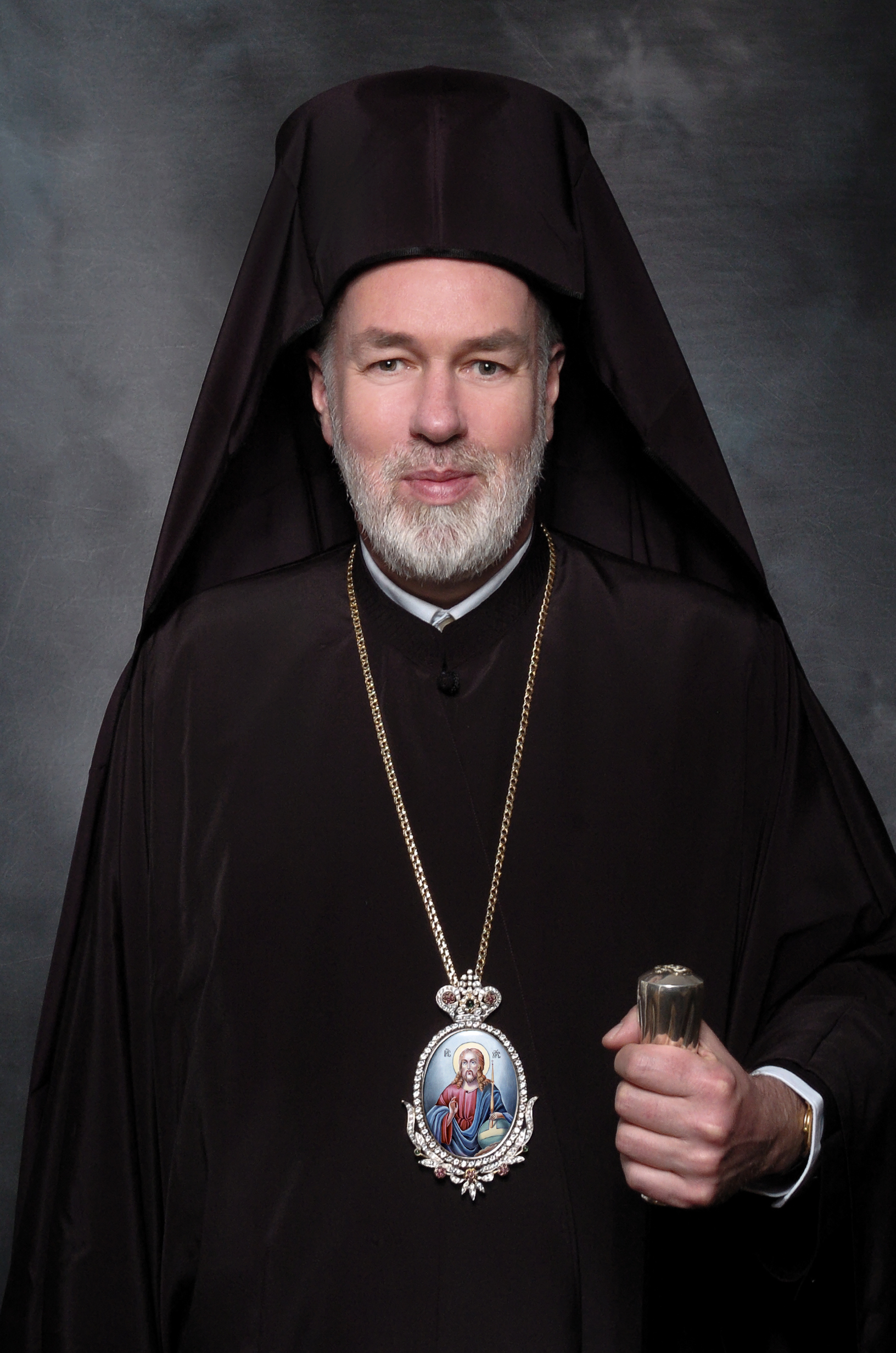
Athanasios, metropolita del Belgio ed esarca dei Paesi Bassi e del Lussemburgo dal 2013.

La metropolia del Belgio (in greco: Ιερά Μητρόπολις Βελγίου; Ierá Mitrópolis Velgíou - in francese: Métropole orthodoxe grecque de Belgique) è una sede del patriarcato ecumenico di Costantinopoli con giurisdizione sul Benelux e con sede a Bruxelles.
Dal 27 novembre 2013 metropolita del Belgio ed esarca dei Paesi Bassi e del Lussemburgo è Athanasios Pékstant.

## Territorio
La metropolia estende la sua giurisdizione sui fedeli greco-ortodossi del patriarcato ecumenico di Costantinopoli residenti in Belgio, Paesi Bassi e Lussemburgo.
La sede metropolitana è a Bruxelles, dove si trova la cattedrale (Μητροπολιτικὸς Ναὸς) dei Santi Tassiarchi. A Rotterdam e a Weiler-la-Tour sorgono le chiese cattedratiche (Καθεδρικὸς Ναὸς) dei Paesi Bassi e del Lussemburgo, dedicate entrambe a San Nicola.
La metropolia comprende circa 40 parrocchie, la maggior parte delle quali in Belgio, 10 nei Paesi Bassi e 2 in Lussemburgo.

## Storia
Nel XVIII secolo, mercanti greci provenienti da Smirne e Salonicco si stabilirono ad Amsterdam e fondarono la prima parrocchia ortodossa nei Paesi Bassi, dedicata a Santa Caterina. Fu solo nel 1900 che venne fondata la prima parrocchia ortodossa in territorio belga, destinata ai mercanti e ai marinai greci che si erano stabiliti ad Anversa; essa apparteneva, come tutte le parrocchie greche della diaspora, al patriarcato ecumenico di Costantinopoli.
Dopo la catastrofe dell'Asia Minore, i greci provenienti dall'Asia Minore si stabilirono nei Paesi Bassi; il sacerdote di Anversa prestò servizio a Rotterdam, dove venne costruita la prima chiesa di lingua greca nei Paesi Bassi. Nel 1926 la "Confraternita delle Dame Greche" acquistò l'edificio in Rue de Stassart a Bruxelles, dove lo trasformò in una chiesa per i Greci della città, dedicata agli Arcangeli Michele e Gabriele. Per soddisfare le esigenze di culto, il Patriarcato inviò quattro sacerdoti, laureati alla Scuola Teologica di Halki, tra cui l'archimandrita Panteleimon Kontogiannis, che fondò nuove parrocchie nel Borinage, Liegi e Limburgo.
Il 12 agosto 1969, il Santo Sinodo del patriarcato ecumenico istituì la metropolia del Belgio, ricavandone il territorio dalla metropolia di Francia. Il metropolita Emilianos (Zacharopoulos), già protosincello patriarcale, venne stato eletto primo metropolita del Belgio. La sua intronizzazione ebbe luogo l'11 novembre dello stesso anno nella cattedrale metropolitana dei Santi Tassiarchi di Bruxelles. La metropolia contava allora 13 parrocchie.
Nell 1976 du consacrata la prima chiesa ortodossa a Lussemburgo. La chiesa ortodossa fu legalmente riconosciuta in Lussemburgo nel 1997 e pi ancora nel gennaio 2015. La Chiesa ortodossa è stata riconosciuta per legge dallo stato belga l'11 maggio 1985.
Nel 1987 venne fondata a Utrecht la seconda chiesa di lingua greca nei Paesi Bassi, per volontà dell'archimandrita Maximos Mastichis, che nello stesso anno venne eletto e ordinato vescovo titolare di Eumenia, ausiliare del metropolita del Belgio.
Nel 1989, nella città di Aasten, nel Brabante Settentrionale, fu fondato il monastero della Natività della Theotókos.

## Cronotassi
- Aimilianós Zacharópoulos † (12 agosto 1969 - 14 dicembre 1982 eletto metropolita di Coo)[6]
- Panteleímon Kontogiánnis † (23 dicembre 1982 - 27 novembre 2013 dimesso)[7]
- Athanasios Pékstant, dal 27 novembre 2013